# Baker (singe écureuil)
Pour les articles homonymes, voir Baker.
Baker (1957-1984), est une femelle singe écureuil. Elle est connue pour être l'un des premiers animaux à avoir effectué un vol suborbital. Elle a effectué ce vol en compagnie d'un autre singe, Able, un macaque rhésus, qui mourut quatre jours après son vol après une opération chirurgicale destinée à retirer une électrode.
Ils ont été lancés par un missile intercontinental Jupiter reconfiguré pour les accueillir en vol sub-orbital le 28 mai 1959. Ils sont tous les deux revenus vivants après avoir encaissé 38 g pendant la ré-entrée.
Elle a par la suite vécu au sein de l'United States Space and Rocket Center à Hunstsville dans l'Alabama.